# Zodariellum martinae
Espèce
Zodariellum martinae est une espèce d'araignées aranéomorphes de la famille des Zodariidae.

## Distribution
Cette espèce est endémique de l'oblys d'Almaty au Kazakhstan,. Elle se rencontre vers Kounaïev.

## Description
Le mâle holotype mesure 3,33 mm et la femelle paratype 4,29 mm, les mâles mesurent de 3,33 à 4,06 mm et les femelles de 3,86 à 4,73 mm.

## Systématique et taxinomie
Cette espèce a été décrite par Shafaie et Pekár en 2025.

## Étymologie
Cette espèce est nommée en l'honneur de Martina Martišová.

## Publication originale
- Shafaie & Pekár, 2025 : « New taxonomic data on the genus Zodariellum (Araneae, Zodariidae), with description of a new species from Kazakhstan. » Zootaxa, no 5601(2), p. 322-334.